# Manuel de Cos
Manuel de Cos Borbolla (Rábago, Cantabria, 1920 — 26 de septiembre de 2017) fue un fotógrafo y ecologista español de ideología comunista. Hijo de Donato de Cos y María Borbolla y hermano del guerrillero Jesús de Cos Borbolla, León de Cos Borbolla y la enlace Magdalena de Cos Borbolla. En su juventud también fue enlace de la guerrilla. Religiosamente se define como ateo.

## Biografía
Dedicado desde pequeño al trabajo de pastor llegó a hacer de guía en la retirada de una columna de soldados vascos desorientados durante la Guerra Civil Española. Cuando cumple 18 años es llamado para hacer el servicio militar, pero es encarcelado por error y condenado a muerte, acusado de haber profanado iglesias. En la prisión de Bilbao sobrevive por la solidaridad del pueblo vasco y gracias a una enlace consigue hacer llegar la noticia a su familia. Esta logra ponerse en contacto con el cura de Cossío, que encuentra las imágenes supuestamente destruidas por Manuel, escondidas en un pajar. Desmontada la falsa acusación es puesto en libertad y devuelto a Rábago con un salvoconducto. Al día siguiente un grupo de falangistas se presenta en la casa de Manuel, le roba el salvoconducto y lo lleva detenido al campo de la Magdalena y después a Miranda de Ebro, Madrid (Instituto Miguel de Unamuno en el barrio de Delicias), Cádiz (viaje en el que mueren diez hombres) y finalmente a Tenerife, donde es condenado a trabajos forzosos en el Batallón 91. Ya puesto en libertad, consigue trabajo como representante de comercio en el norte del estado, lo que no le exime de una vigilancia feroz por parte de la Guardia Civil a su familia, que rodeaba la casa y le detenía cada vez que este acudía a visitarla. Manuel de Cos se hace enlace de la Brigada Machado, aprovechando los salvoconductos de que gozaba por ser comercial. Su trabajo como enlace consiste en trasladar armamento, colaborar en diversos sabotajes y más adelante en pasar guerrilleros a Francia, entre otros a su propio hermano, Jesús de Cos, hasta que es delatado por un confidente y posteriormente detenido y torturado.

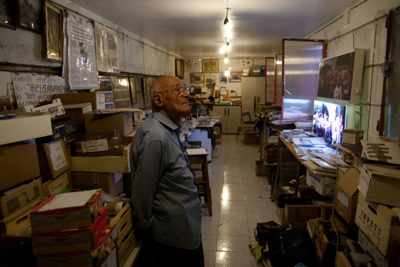
Manuel de Cos, en su almacén de Madrid.

Desde los años 1940 Manuel de Cos se acercó a la fotografía porque «es la forma más veraz de documentar todo lo que estaba pasando a mi alrededor», pero es más tarde cuando inicia su proyecto ecologista de denuncia de la tala indiscriminada que acontece en los montes de Cantabria, que consigue llamar la atención de las autoridades, aunque no hacen ninguna acción por pararla. Denunció la cantidad de especies autóctonas que se han perdido en consecuencia de esa deforestación. Paralelamente, el fotógrafo se encargó de documentar, siempre de forma autogestionada, la vida rural y la etnografía y folklore de Cantabria, con especial atención a las mujeres, que homenajea constantemente por su sufrimiento durante la posguerra. Su gran proyecto fue la elaboración de un museo etnográfico a raíz de su descubrimiento de la Cueva de Chufín y la reivindicación turística de la Cueva de El Soplao, que emprendió de forma altruista y posteriormente abandonó por falta de medios y ayudas públicas. También durante la Transición se encargó de documentar el proceso de legalización de los partidos políticos.
Falleció el 26 de septiembre de 2017.

## Obra fotográfica
Manuel de Cos se dice a sí mismo que no se siente fotógrafo, que es «un intruso que solo se acercó a la fotografía por esa necesidad de denunciar las realidades olvidadas», pero es el autor de más de 60 000 imágenes y cientos de horas de vídeo de temática ecologista, antropológica y antifranquista cuya mayor parte está almacenada en malas condiciones en Rábago y en Madrid. Una pequeña parte de su archivo está siendo gestionado por la Biblioteca Nacional de España, la Fundación Botín y Comisiones Obreras. Organizaciones como Ecologistas en Acción han denunciado la falta de interés de las autoridades en la conservación del archivo de Manuel de Cos.